# Johnny High
Johnny « Sky » High, né le 25 avril 1957, à Birmingham, en Alabama, décédé le 13 juin 1987 à Phoenix, en Arizona, est un ancien joueur américain de basket-ball. Il évoluait au poste d'arrière.

## Pour approfondir
- Liste des joueurs de NBA avec 9 interceptions et plus sur un match.